# İnegöl Belediyespor ve Gençlik Kulübü 2013-2014
Questa voce raccoglie le informazioni riguardanti l'İnegöl Belediyespor ve Gençlik Kulübü nelle competizioni ufficiali della stagione 2013-2014.

## Organigramma societario
Area direttiva
- Presidente: Alinur Aktaş

Area tecnica
- Allenatore: Nizamettin Çakır (fino a gennaio), Abdullah Tiryaki (da gennaio)
- Allenatore in seconda: Hüseyin Gültekin (fino a gennaio), Murat Mestan (da gennaio)
- Scoutman: Emirhan Özkan

## Rosa
| N° | Nome                | Ruolo | Data di nascita  | Nazionalità sportiva |
| -- | ------------------- | ----- | ---------------- | -------------------- |
| 1  | Murat Aslan         | S     | 13 dicembre 1986 | Turchia              |
| 5  | Beytullah Hatipoğlu | S     | 24 febbraio 1992 | Turchia              |
| 6  | Onur Çapan          | O     | 2 aprile 1985    | Turchia              |
| 6  | Jan Willem Snippe   | S     | 21 maggio 1986   | Paesi Bassi          |
| 7  | İbrahim Akşeker     | C     | 5 febbraio 1987  | Turchia              |
| 8  | Özer Özger          | L     | 1º luglio 1983   | Turchia              |
| 10 | Salih Bircan        | C     | 1º agosto 1990   | Turchia              |
| 11 | Caner Pekşen        | P     | 9 giugno 1987    | Turchia              |
| 12 | Nemanja Božić       | O     | 15 dicembre 1988 | Bosnia ed Erzegovina |
| 13 | Hakan Kızılöz       | P     | 28 maggio 1986   | Turchia              |
| 14 | Mehmet Bircan       | C     | 7 aprile 1994    | Turchia              |
| 15 | Ender Kıdoğlu       | S     | 10 aprile 1978   | Turchia              |
| 16 | Esat Dalgıç         | S     | 1º gennaio 1988  | Turchia              |
| 17 | Hakan Ünsün         | C     | 28 gennaio 1982  | Turchia              |
| 18 | Volkan Güç          | O     | 16 luglio 1980   | Turchia              |

## Statistiche

### Statistiche di squadra
| Competizione     | Punti | In casa | In casa | In casa | In trasferta | In trasferta | In trasferta | Totale | Totale | Totale |
| Competizione     | Punti | G       | V       | P       | G            | V            | P            | G      | V      | P      |
| ---------------- | ----- | ------- | ------- | ------- | ------------ | ------------ | ------------ | ------ | ------ | ------ |
| Voleybol 1. Ligi | 15,7  | 11      | 4       | 7       | 11           | 1            | 10           | 28     | 9      | 19     |
| Totale           | -     | 11      | 4       | 7       | 11           | 1            | 10           | 28     | 9      | 19     |

G = partite giocate; V = partite vinte; P = partite perse

### Statistiche dei giocatori
| Giocatore    | Voleybol 1. Ligi | Voleybol 1. Ligi | Voleybol 1. Ligi | Voleybol 1. Ligi | Voleybol 1. Ligi | Totale | Totale | Totale | Totale | Totale |
| Giocatore    | P                | PT               | AV               | MV               | BV               | P      | PT     | AV     | MV     | BV     |
| ------------ | ---------------- | ---------------- | ---------------- | ---------------- | ---------------- | ------ | ------ | ------ | ------ | ------ |
| İ. Akşeker   | 28               | 185              | 117              | 54               | 14               | 28     | 185    | 117    | 54     | 14     |
| M. Aslan     | 27               | 255              | 229              | 17               | 9                | 27     | 255    | 229    | 17     | 9      |
| M. Bircan    | 0                | 0                | 0                | 0                | 0                | 0      | 0      | 0      | 0      | 0      |
| S. Bircan    | 22               | 62               | 34               | 22               | 6                | 22     | 62     | 34     | 22     | 6      |
| N. Božić     | 26               | 439              | 390              | 27               | 22               | 26     | 439    | 390    | 27     | 22     |
| O. Çapan     | 5                | 28               | 24               | 4                | 0                | 5      | 28     | 24     | 4      | 0      |
| E. Dalgıç    | 9                | 37               | 32               | 4                | 1                | 9      | 37     | 32     | 4      | 1      |
| V. Güç       | 18               | 55               | 49               | 6                | 0                | 18     | 55     | 49     | 6      | 0      |
| B. Hatipoğlu | 25               | 12               | 6                | 0                | 6                | 25     | 12     | 6      | 0      | 6      |
| E. Kıdoğlu   | 17               | 44               | 36               | 7                | 1                | 17     | 44     | 36     | 7      | 1      |
| H. Kızılöz   | 4                | 1                | 0                | 1                | 0                | 4      | 1      | 0      | 1      | 0      |
| Ö. Özger     | 28               | 2                | 2                | 0                | 0                | 28     | 2      | 2      | 0      | 0      |
| C. Pekşen    | 28               | 89               | 46               | 23               | 20               | 28     | 89     | 46     | 23     | 20     |
| J.W. Snippe  | 17               | 231              | 191              | 18               | 22               | 17     | 231    | 191    | 18     | 22     |
| H. Ünsün     | 25               | 165              | 111              | 47               | 7                | 25     | 165    | 111    | 47     | 7      |

P = presenze; PT = punti totali; AV = attacchi vincenti; MV = muri vincenti; BV = battute vincenti
NB: Non sono disponibili i dati relativi alla Supercoppa turca e di conseguenza i dati totali